# Lijkzak

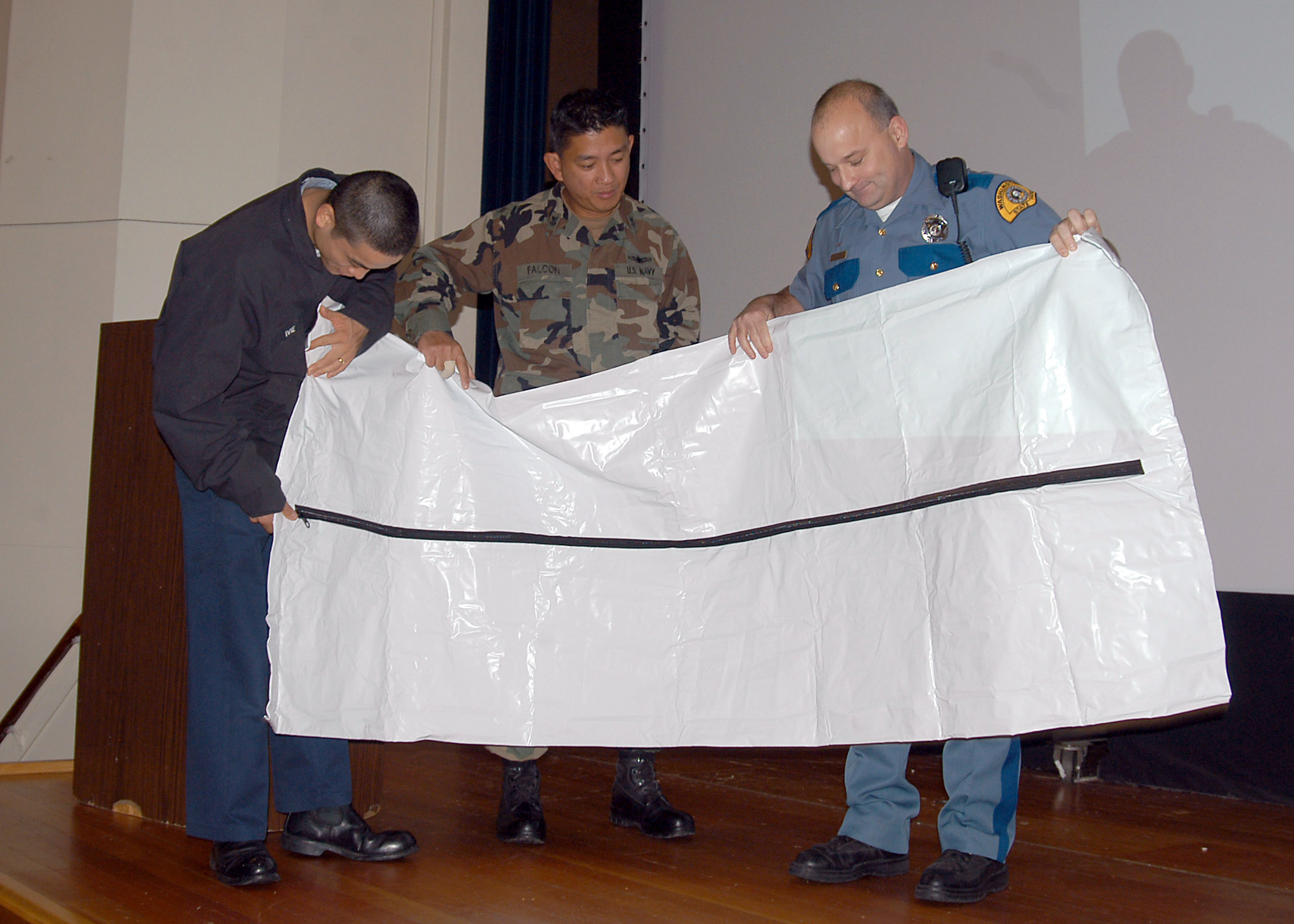
Lijkzak

Een lijkzak of bodybag is een zak bestemd voor transport en opslag van lijken. De zak is gemaakt van een niet-poreus materiaal dat bestand is tegen verschillende chemische stoffen die vrijkomen bij de ontbinding van een menselijk lichaam.
Lijkzakken worden voornamelijk gebruikt in oorlogen en bij rampen om lijken van slachtoffers snel veilig te stellen. Overheden hebben doorgaans een grote voorraad lijkzakken ter voorbereiding op dit soort gebeurtenissen.
Met name in de Koude Oorlog werden grote hoeveelheden lijkzakken opgeslagen in verband met de extreem grote aantallen slachtoffers bij een nucleaire aanval.

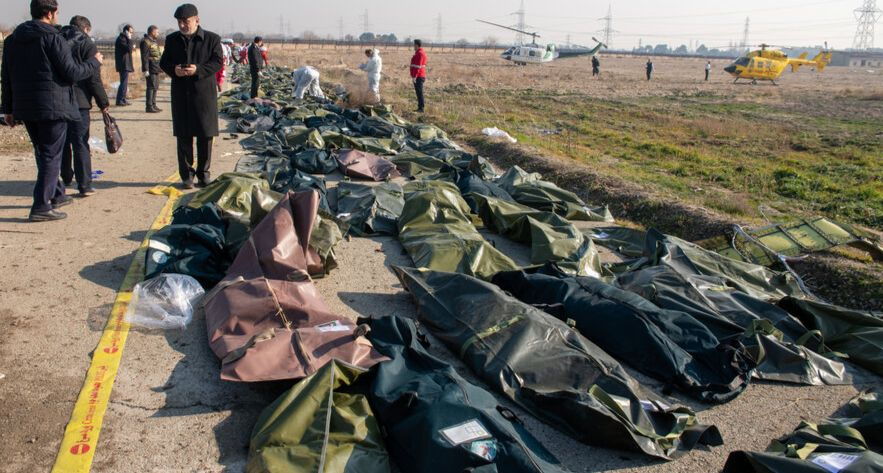
Lijkzakken (Ukraine International Airlines-vlucht 752, 2020}

Op televisie en in films worden lijkzakken vaak weergegeven als gemaakt van dik zwart plastic. Tegenwoordig worden de zakken gemaakt van lichtgewicht materiaal met een witte of lichte kleur. Deze kleur maakt het makkelijker om bewijsmateriaal dat van het lichaam gevallen is terug te vinden.